# Perché sei arrivato così tardi?
Perché sei arrivato così tardi? (Pourquoi viens-tu si tard?) è un film del 1959 diretto da Henri Decoin.

## Trama
Walter Hermelin è un fotoreporter parigino, che fa casualmente conoscenza con l'avvocato Catherine Ferrer. I due si innamorano, ma il giornalista Dargillière tenta di tenere la donna legata a sé e la ricatta. Una sera la induce ad entrare nel suo appartamento e la costringe a bere. Qualche anno prima Catherine aveva dovuto affrontare in clinica un trattamento di disintossicazione dall'alcool, e ora si trova a dover ricorrere nuovamente alle cure della clinica, ma ne esce ben presto per difendere lo stesso Dargillière in un processo che alcuni produttori di alcoolici avevano intentato accusandolo di diffamazione.
Durante il processo, Catherine viene pesantemente attaccata dagli avversari, informati vigliaccamente da Dargillière sui suoi trascorsi di alcoolista. Ma, dopo un attimo di smarrimento, l'avvocato si riprende e pronuncia una vibrante arringa contro i produttori di bevande adulterate e contro gli alcoolici, che le vale la vittoria al processo. All'uscita del tribunale, Catherine trova Walter che l'aspetta: il suo amore non è stato scosso dalle rivelazioni del processo e dal burrascoso passato di lei.